# Opisthoxia molpadia
Opisthoxia molpadia là một loài bướm đêm trong họ Geometridae.